# Hulsjön (Örby socken, Västergötland)
Hulsjön är en sjö i Marks kommun i Västergötland och ingår i Viskans huvudavrinningsområde.